# Sarcome d'Ewing
 Mise en garde médicale
Le sarcome d'Ewing est le deuxième type de cancer des os le plus courant après l'ostéosarcome chez des enfants et des adolescents (entre 10 et 20 ans). C'est un type de cancer qui peut se développer dans des os ou des tissus mous autour des os. Le sarcome d'Ewing est plus commun chez les garçons que chez les filles,.
Il touche entre 80 et 100 nouveaux patients par an en France. Aux États-Unis jusqu'à 200 patients sont diagnostiqués par an et en Europe c'est 600 patients par an.
Le risque de métastase est important. Au moment du diagnostic, 30-35 % des patients présentent déjà une dissémination métastatique (50 % aux poumons et plus rarement aux os ou la moelle osseuse). Le sarcome d’Ewing avec des métastases osseuses et/ou à la moelle osseuse sont plus difficiles à traiter.
Compte tenu de la rareté de ce cancer, il doit être pris en charge dans un service d’oncologie pédiatrique hautement spécialisée. Le quotidien d'un enfant atteint d'un cancer et de son entourage est bousculé par la maladie et les traitements. Le soutien et l'accompagnement sont essentiels durant toute cette période.

## Historique
C'est en 1921 que James Ewing décrit cette tumeur en la distinguant des lymphomes et autres types de cancer connus à cette époque. Le terme de « sarcome » n'est pas correct, il s'agit d'une tumeur neuroectodermique primitive : « primitive neuroectodermal tumor » ou PNET. La dénomination « sarcome d'Ewing » a été gardée pour faciliter sa classification malgré l'opposition de James Ewing et notamment pour son honneur. Bien que le sarcome d'Ewing soit devenu un diagnostic accepté, son histologie en tant que sarcome a fait l'objet d'une controverse et d'un débat considérables, qui perdurent.
En 1983, parmi 4 cas de sarcome d'Ewing, Aurias et al. ont signalé la présence des translocations chromosomiques t(11;22)(q24;q12) dans 2 cas, de t(2;22;11) dans un troisième et de t(9;22;20) dans un quatrième. La même année, Turc-Carel et al. ont documenté une translocation t(11;22)(q24;q12) identique dans 4 lignées cellulaires provenant de 3 patients atteints de sarcome d'Ewing. Ces résultats semblaient confirmer que le sarcome d'Ewing était en fait une entité des tumeurs distincte, comme l'avait initialement proposé James Ewing 60 ans plus tôt. La caractérisation moléculaire plus poussée du sarcome d'Ewing qui a évolué au 21e siècle a permis de mieux le caractériser.

## Épidémiologie
Le sarcome d'Ewing est une tumeur rare. Il est seulement exceptionnellement rencontré dans la population d'origine africaine, mais très commun dans une population caucasienne. Cette tumeur touche principalement les enfants, avec un pic de diagnostic entre 10 et 15 ans. L'incidence a été de 3 millions entre 1973 et 2004. Il y a 3 garçons diagnostiqués avec le sarcome d'Ewing contre 1 fille.

## Étiologie
Le mécanisme physiopathologique du sarcome d'Ewing est maintenant mieux connu. Le mécanisme le plus souvent retrouvé est une translocation entre les chromosomes 11 et 22, t(11;22)(q24;q12) responsable de l'apparition d'une protéine de fusion nommée EWS-FLI1. Cette anomalie est retrouvée dans 85 % des tumeurs d'Ewing. Pour les 15 % restantes, il s'agit d'une translocation t(21;22) donnant lieu à la synthèse d’une protéine anormale EWS-ERG.

## Diagnostic

### Observations cliniques
Les observations cliniques dépendent de l’endroit où la tumeur survient. Les symptômes les plus fréquents sont le gonflement autour de l'os, la douleur liée à ce gonflement et la compression des nerfs à proximité, la fracture, les problèmes respiratoires dans le cas de la tumeur au niveau des côtes ou les problèmes de la mobilité dans le cas de la tumeur au niveau des bras, jambes ou des vertèbres.
Parfois, le sarcome d’Ewing peut causer des symptômes qui touchent le corps entier comme la fièvre, la perte du poids ou une fatigue extrême.

### Imagerie médicale
Le sarcome d'Ewing est diagnostiqué avant tout par l'imagerie médicale. La radiographie de l'os permet de localiser la tumeur. La scintigraphie osseuse (plus rarement utilisée) ou tomographie par émission de positons (TEP) permettent de rechercher un cancer dans les os et d'autres régions du corps. L'IRM est utilisée pour préciser la localisation de la tumeur et faciliter la planification de la chirurgie. Une tomodensitométrie des poumons permet de détecter les métastases pulmonaires.

### Histo-cyto pathologie
Le diagnostic par l'imagerie médicale doit être confirmé par un prélèvement de la tumeur avec une aiguille spécialisée pour la biopsie osseuse ou médullaire. L'analyse anatomopathologique du sarcome d'Ewing retrouve une prolifération de petites cellules tumorales rondes sans production osseuse. Il s'agit de cellules indifférenciées à noyaux bleu foncé.
L'examen cytogénétique, donc des cellules tumorales montre, :
- une translocation des chromosomes spécifique qui permet de confirmer le diagnostic dans plus de 90 % des cas ;
- une expression de la protéine CD99 dans plus de 80 % des cas.

## Traitements
Le traitement se passe généralement comme suit : d'abord une chimiothérapie pour réduire la taille de la tumeur et des éventuelles métastases, puis une chirurgie de la tumeur et de ses éventuelles métastases. L'analyse au laboratoire de la tumeur permet d'évaluer l'efficacité de la chimiothérapie initiale. C'est un élément très important de la prise en charge. Si la chirurgie n'est pas possible elle peut être remplacée par la radiothérapie. La nature des produits utilisés dépend de la taille initiale, de la tumeur, de la possibilité d'opérer complètement la tumeur et les métastases et du résultat de l'efficacité de de la chimiothérapie réalisée avant la chirurgie,.

### Méthodes thérapeutiques

#### Chimiothérapies
Les chimiothérapies suivantes sont habituellement efficaces dans les sarcomes d'Ewing et donc employées dans les protocoles de traitements : vincristine, actinomycine D, cyclophosphamide, ifosfamide, adriamycine (doxorubicine), étoposide. Il existe différents protocoles de chimiothérapies avec le dosage précis à un jour précis pour traiter le sarcome d’Ewing. Le choix parmi ces possibilités dépend du pronostic, de l'agressivité et de la présence des métastases.
| Protocole VIDE |           |
| -------------- | --------- |
| Vincristine    | 1,5 mg/m2 |
| Ifosfamide     | 2 g/m2    |
| Doxorubicine   | 20 mg/m2  |
| Etoposide      | 150 mg/m2 |

| Protocole VAI  |            |
| -------------- | ---------- |
| Vincristine    | 150 mg/m2  |
| Actinomycine D | 0,75 mg/m2 |
| Ifosfamide     | 2 g/m2     |

| Protocole VAC    |            |
| ---------------- | ---------- |
| Vincristine      | 1,5 mg/m2  |
| Actinomycine D   | 0,75 mg/m2 |
| Cyclophosphamide | 1500 mg/m2 |

## Pronostic
Le pronostic a été amélioré dans les années 1970 par l'apport de la chimiothérapie. La survie à 5 ans est de 63 % pour les tumeurs localisées, alors qu'elle est de 39 % pour les tumeurs métastatiques.

### Facteurs pronostiques
Pour les sarcomes d'Ewing, le principal facteur de mauvais pronostic est la présence de métastases dans les organes différents, mises à part celles aux poumons ou à la plèvre.
Pour les tumeurs localisées, on définit deux groupes pronostiques en fonction des facteurs suivants :
- importance de la réponse à la chimiothérapie néo-adjuvante ou pré-opératoire. C'est le facteur pronostic le plus important. Une bonne réponse à la chimiothérapie pré-opératoire est définie par un résidu tumoral inférieur à 10 %, c’est-à-dire que l'examen anatomopathologique de la tumeur après chimiothérapie montre qu'il subsiste moins de 10 % de cellules cancéreuses dans la tumeur ;
- volume de la tumeur < 200 mL ;
- localisation et donc l'accessibilité à la chirurgie.